# Resorte de voluta

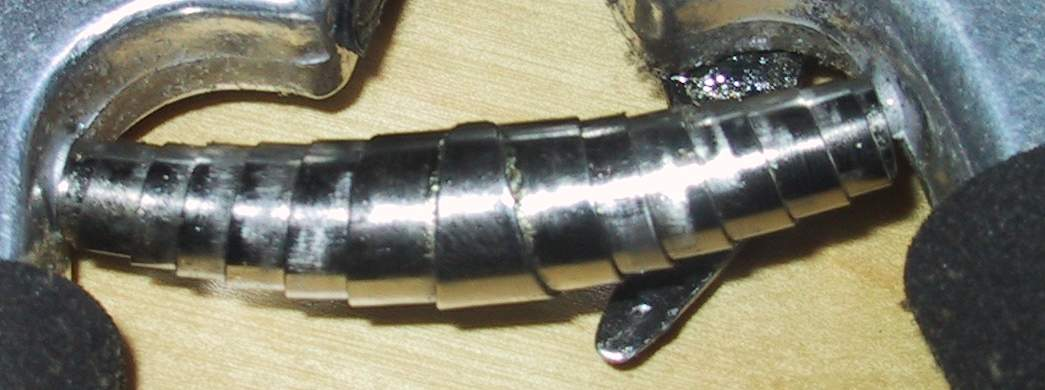
Un resorte de voluta. Bajo compresión, las espiras se deslizan unas sobre otras, lo que permite un desplazamiento más largo entre los extremos del muelle

Un resorte de voluta (también denominado muelle de voluta) es un tipo de resorte de compresión en forma de cono, cuyo arrollamiento recuerda a la forma de una voluta clásica.

## Características
Bajo compresión, las espiras de un muelle de voluta se deslizan entre sí, permitiendo que el resorte se comprima en una longitud muy corta en comparación con lo que sería posible con un resorte helicoidal convencional. 
La forma del resorte de acero inicial (u otro material) es una "V", con los extremos de la "V" en cada lado del resorte una vez enrollado (que forma un cilindro distorsionado, de diámetro más ancho en el centro), y el punto inferior de la "V" en el centro. 

## Aplicaciones
Tales resortes se pueden encontrar con frecuencia como un componente de las tijeras de podar de jardín. Los extremos del muelle se insertan en los dos pivotes cortos anclados uno en cada lado de los brazos de la tijera, haciendo que la herramienta se abra por sí misma una vez que se deja de hacer fuerza para cerrar la tijera con una mano.
También se han utilizado en diversos sistemas de suspensión de distintos tipos de vehículos (como por ejemplo, los carros de combate Sherman), con una función similar a la de los muelles helicoidales de perfil cónico.